# Борско језеро
Борско језеро је вештачко језеро настало 1959. године подизањем бране и акумулацијом вода речице Ваља Жони, Марецове реке и дела слива Злотске реке. Језеро се налази у подножју планине Црни врх близу Бора. Језерска вода је пре свега намењена је погонима Рударско-топионичарског басена, али исто тако и развоју туризма. 
Када је вода на коти прелива, Борско језеро заузима површину 79 хектара, а запремина акумулације је 10,55 милиона кубика. У време максималног водостаја у њега стаје и до 12.000.000 m³ воде, па на неким местима може да буде дубоко и до 52 m. Обала језера је ситно разуђена и стеновита.

## О језеру
Преко лета туристи проводе дане на Борском језеру. Сваке године се у језеро пусти неколико тона рибље млади у циљу побољшања рибљег фонда. У току сезоне, која траје од почетка маја до краја септембра, температура воде достиже и 26 степени, што је повољно за купање.
Зими је језеро у потпуности прекривено ледом. Највиши водостаји су у пролеће, а најнижи крајем лета и почетком јесени. Разлика између максималног и минималног водостаја премашује 10 метара, што неповољно утиче на биљни и животињски свет језера. Коришћењем прилива воде из Злотске реке ниво језера се у току године одржава на око 2 метра испод прелива.
Борско језеро је окружено листопадним и четинарским шумама, природним зеленим пропланцима и ливадама уз надморску висину од 438 метара. На обали језера изграђени су хотели „Металург“, „Језеро“, „Вертиго цитy“ и виле, док су на око 200 метара од језера саграђена неколико великих викенд насеља. На самој обали језера туристима је на располагању и ауто камп капацитета око 300 приколица. Налази се на даљини од 1 километра од хотела „Језеро“ у правцу Жагубице.

## Туризам
На обали Борског језера изграђене су четири веће плаже и већи број мањих. Купачи на главној плажи у току целе сезоне су под надзором спасилаца. Спортистима је током целе летње сезоне на располагању комплекс спортских терена код хотела „Језеро“. Комплекс садржи терене за кошарку, фудбал, рукомет, одбојку (обичну и на песку) и тенис.
Трим стазе налазе се око целог језера, а полазе од плаже Тропски бар, пролазе поред хотела „Језеро“, Главне плаже, хотела „Металург“, ауто кампа, различите четинарске и листопадне шуме, пашњаке и ливаде и завршавају се код бране на Борском језеру. Стазе излазе и на трасу Црновршке пруге којом се може стићи до Бора. На Главној плажи могуће је изнајмљивање чамаца и педалина, као и уживање разних других садржаја на води.

## Галерија
- Прелив на ушћу Брестовачке реке у Борско језеро.
- Поглед на Борско језеро.
- Панорама рукавца Борског језера од ушћа Брестовачке реке према брани.
- Панорама рукавца Борског језера од ушћа Брестовачке реке према брани.
- Јесењи пејзаж обале Борског језера.
- Плажа кампа Борско језеро.
- Главна плажа Борског језера.
- Плажа у близини Хотела.
- Одмориште за рекреативце.
- Обала за спортске рекреативце.
- Поглед на Брану Борског језера.
- Поглед према једном од рукаваца језера.
- Поглед на брану са места изнад главне плаже.
- Изнад главне плаже при крају зиме.
- Брана са преливницом у рано пролеће.
- Пејзаж обале језера у рано пролеће.
- Борско језеро у јесен.
- Борско језеро у јесен.
- Борско језеро у јесен.
- Борско језеро у јесен.
- Борско језеро у јесен.
- Борско језеро у јесен.